# Egbert Jan Greve

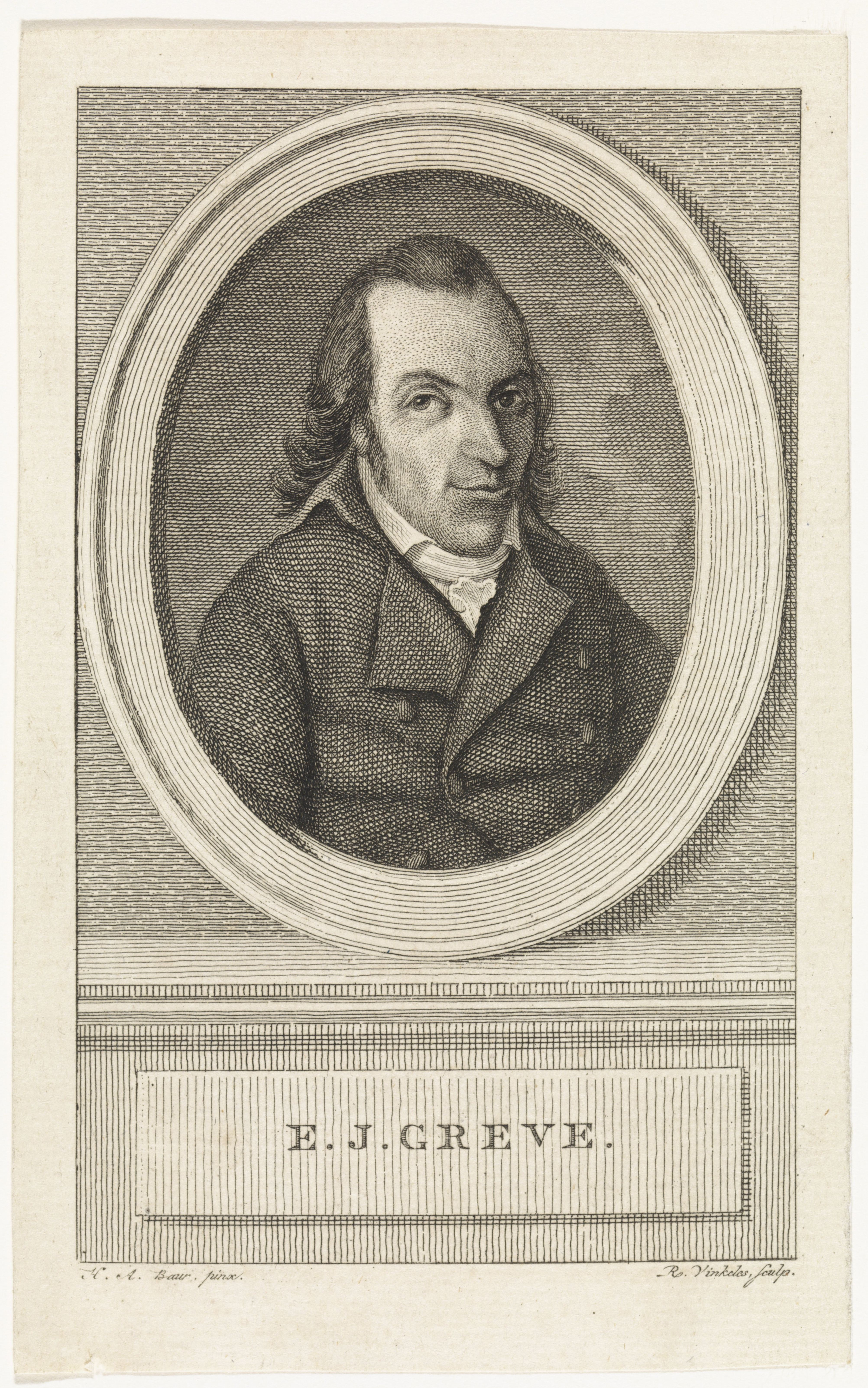
Egbert Jan Greve

Egbert Jan Greve (* 5. Oktober 1754 in Deventer; † 13. August 1811 in Harlingen) war ein  niederländischer Orientalist und Theologe.

## Leben
Egbert Jan Greve war ein Sohn des Geschäftsmanns Hendrik Greve und der Hendrika Everdina Frantzen. Seine frühe Ausbildung erhielt er am Athenäum in seiner Vaterstadt und bezog 1778 die Universität Leiden, um Theologie zu studieren. Hier blieb er vier Jahre, hörte auch eifrig den Orientalisten Hendrik Albert Schultens und trat bald als Famulus in ein näheres Verhältnis mit ihm. Schon während seiner Studienzeit  erwarb er sich vertiefte Kenntnisse in der hebräischen Sprache. Auch arbeitete er schon damals ein Werk aus, das sich als der erste gründlichere Versuch in der Behandlung der hebräischen Metrik auszeichnete. Dieses Werk erschien 1788 in Deventer unter dem Titel Ultima capita libris Jobi ad graecam versionem recensita notisque instructa ab E. J. Greve, L. Min. Cand.inter Reformatus. Accedit tractatus de metris hebraicis, praesertim Jobaeis. Es reicht aber nur bis Kapitel 39 des Buches Hiob.
1782 kehrte Greve aus Leiden nach Deventer zurück. Er vertrat bezüglich des Christentums einen ziemlich freigeistigen Standpunkt und unterzeichnete bei seiner Zulassung als Kandidat zum Predigeramt (1783) die üblichen Vorschriften nur mit dem Zusatz „als menschliche Statuten“ gemäß dem Artikel 2 des Glaubensbekenntnisses der reformierten niederländischen Kirchen. Seine auf diese Weise ausgedrückte Reserviertheit und schwache körperliche Konstitution beeinträchtigten wohl seine pastorale Laufbahn.
Greve sollte einen Lehrstuhl für orientalische Sprachen erhalten, konnte es aber mit seinem Gewissen nicht vereinbaren, die Glaubensartikel der unierten niederländischen Kirche durchweg zu unterschreiben, und musste deshalb der Stelle entsagen. Er blieb zunächst im väterlichen Haus, um seine Studien weiter zu verfolgen. Zu den religiösen Zwistigkeiten, die damals Deventer in Unruhe versetzten, gesellten sich 1787 politische Streitfragen. Die Orangisten gerieten mit der Volkspartei in offenen Kampf, und die Preußen rückten in Holland ein. Greve geriet in Gefahr; sein Vaterhaus wurde gestürmt, und er entkam nur mit Mühe. Er wandte sich mit seinem jüngeren Bruder nach Steinfurt, wo er seine vorher erwähnte Schrift zum Druck vollendete und 1791 auch einen zweiten Teil, nämlich die Kapitel 40–42 des Buches Hiob, erscheinen ließ.
Anfang 1789 kehrte Greve nach Deventer zurück. An die politische Öffentlichkeit trat er erst wieder 1796 als Mitglied der ersten niederländischen Nationalversammlung. 1797 erhielt er endlich eine seinen Wünschen entsprechende Stelle an der Universität zu Franeker als Professor der orientalischen Sprachen und hebräischen Altertümer. Für seine Antrittsrede im November 1797 wählte er das Thema über das Studium der orientalischen Sprachen und ließ sie 1800 in Leeuwarden unter dem Titel Oratio de nexu qui studio linguarum orientalium cum caeteris artibus et doctrinis humanioribus intercedit indivulsus drucken. Seitdem widmete er sich ganz dem ihm anvertrauten Lehramt und literarischen Arbeiten. 1811 starb er im Alter von 56 Jahren an einem Nervenfieber in Harlingen, wo er sich zur Entspannung bei seiner Familie aufgehalten hatte.
Als weitere Werke Greves sind hervorzuheben eine niederländische Übersetzung der meisten Briefe des Apostels Paulus (Deventer 1790; neue Ausgabe mit Kommentar 3 Bände, Amsterdam 1794 und 1804) sowie u. a.:
- Vaticinia Nahumi et Habacuci, hebräischer Text mit holländischer und lateinischer Übersetzung, 2 Bände, Amsterdam 1793
- Vaticinorum Jesaiae volumen postremum a cap. XL ad XLV Hebraica ad numeros recensuit, versionem et notas adjecit, mit holländischer Übersetzung, 2 Bände, Amsterdam 1810

Ein Freund Greves, der niederländische Dichter Rhijnvis Feith, gab 1813 in Amsterdam die hinterlassenen Werke Greves heraus.